# Carmila
Carmila est une société d'investissement immobilier côtée (SIIC), côtée sur Euronext Paris et membre du CAC Mid 60, spécialisée dans les centres commerciaux avec un portefeuille évalué à 6,7 milliards d'euros en 2024. 
Créée en avril 2014 par Carrefour, 3e leader mondial de la grande distribution par son chiffre d'affaires, à la suite du rachat par celui-ci des centres commerciaux appartenant au groupe Klépierre et par l'apport de certains des centres commerciaux de Carrefour Property, Carmila se hisse à la 3e place des acteurs côtés en immobilier commercial en Europe et à la 1re place en termes de nombre d'actifs,. 

## Historique
En décembre 2013, les groupes Carrefour et Klépierre annoncent l'acquisition par Carrefour de 127 galeries marchandes attenantes à des hypermarchés Carrefour, en France, Espagne et Italie pour un montant de 2 milliards d'euros. Le 16 avril 2014, la cession est finalisée, portant sur 126 centres commerciaux, 56 en France, 63 en Espagne et 7 en Italie. Le même jour, le groupe Carrefour transfère 45 centres commerciaux à Carmila, société nouvellement créée,.
En août 2014, le groupe Carmila acquiert auprès d'Unibail 6 centres commerciaux en France
Le groupe Carrefour a ainsi remis la main sur un parc de centres commerciaux qu'il avait cédé en 2000 à Klépierre.
Tous ces centres contiennent un hyper ou supermarché Carrefour. Carrefour Property reste propriétaire des murs et Carmila est chargée des rénovations. L'objectif affiché lors du rachat est de rénover et d'agrandir tous les centres sur le territoire français d'ici à 2016, un programme financé avec 250 millions d'euros. Le groupe a également l'intention de commercialiser sa base de données de clients aux autres enseignes présentes dans ses centres.
En mars 2017, Carmila annonce sa fusion-absorption par le groupe Cardety, envisageant une perte de 700 millions la première année, ainsi une augmentation du capital de 500 à 600 millions d'euros ensuite. En juin 2017, les actionnaires de Carmila et Cardety approuvent le projet de fusion entre les deux sociétés, sur la base d'une parité de fusion d'1 action Cardety pour 3 actions Carmila, entraînant ainsi l'absorption de Carmila par Cardety. La nouvelle entité est dirigée par Jacques Dominique Ehrmann, PDG de Carmila, et garde le nom de Carmila. La capitalisation boursière de la société à la suite de cette opération se monte à 3 245 millions d’euros.
Le 15 mai 2019, le Conseil d’Administration de Carmila annonce qu'Alexandre de Palmas a été choisi pour succéder à Jacques Ehrmann, à la suite de la démission de ce dernier, comme administrateur et Président-Directeur Général de Carmila à compter du 1ᵉʳ juillet 2019,.
Le 2 novembre 2020, le Conseil d’Administration de Carmila annonce que Marie Cheval a été nommée pour succéder à Alexandre de Palmas, à la suite de la démission de ce dernier, comme administratrice et Présidente-Directrice Générale de Carmila à compter du 3 novembre 2020,.

## Actionnaires
Liste des principaux actionnaires au 31 décembre 2022.
| Carrefour            | 36,2% |
| Prédica              | 9,7%  |
| Cardif Assurance Vie | 8,8%  |
| Groupe Colony        | 9%    |
| Sogecap S.A.         | 6%    |
| Autres               | 30,3% |

## Chiffres clés
Les 251 actifs (centres commerciaux adossés à des magasins Carrefour) sont répartis dans les pays suivants :
- 168 centres en France
- 75 centres en Espagne
- 8 centres en Italie

Carmila gère 6,7 milliards d'euros d'actifs au 31 décembre 2024 (Valeur vénale di du patrimoine). 